# Anthurium huautlense
Anthurium huautlense är en kallaväxtart som beskrevs av Eizi Matuda. Anthurium huautlense ingår i släktet Anthurium och familjen kallaväxter. Inga underarter finns listade.